# 学校法人吉田学園 (北海道)
学校法人吉田学園（がっこうほうじん よしだがくえん）とは、北海道札幌市中央区に本部を置く学校法人。
1956年（昭和31年）、北海道天塩郡遠別町にて吉田福松が創立した「北海珠算専修学院」が前身である。現在は、札幌市内に大学（1校）と専門学校（7校）、医療福祉事業で社会福祉法人吉田学園福祉会（3園）を設置している。

## 学園理念
- 学園理念

心の歴史に残る教育を通じて、自らの人格陶冶に努め、国際的視野に立つ個性ある人材を育成し、共に繁栄、超一流の学園を目指す。
- 建学の精神

『「高度な職業人 = 人財」の育成』
豊かな人間性と基本的な生活習慣を基盤に、社会で必要とされる基礎学力、専門知識・技術、及び　社会適応力を身につけた人材の育成。
- 教職員の使命感

超一流の教育を通じ、「5つの満足」を達成し、豊かな心で接遇の出来る有為な人材を育成、国家社会に貢献する。

## 沿革
- 1956年（昭和31年）9月15日 - 北海道天塩郡遠別町にて北海道知事認可の「北海珠算専修学院」が開校。
- 1966年（昭和41年）8月 - 「札幌経理専修学院」に改称。経理教育を開始。
- 1976年（昭和51年）10月 - 「札幌経理専門学校」に改称。
- 1978年（昭和53年）11月20日 - 「学校法人吉田学園」に改組。
- 1981年（昭和56年） - 東京都世田谷区等々力に所在する「産業能率短期大学」（現：自由が丘産能短期大学）と提携。通信教育の就学システムを開始。
- 1987年（昭和62年）4月 - 「札幌電子専門学校」が開校。
- 1989年（平成元年）4月
  - 「札幌国際ビジネス専門学校」が開校。
  - 「札幌経理専門学校2号館」が完成。
- 1990年（平成2年） - 「産能短大北海道教育センター」を設立。
- 1991年（平成3年） - 「札幌国際ビジネス専門学校」・「スポーツプラザiB(アイビー)」が完成。
- 1992年（平成4年） - 「札幌国際ビジネス専門学校2号館」が完成。
- 1993年（平成5年）4月
  - 「札幌社会体育専門学校」が開校。
  - 「吉田学園総合体育館」・「旧総合グラウンド」・「札幌社会体育専門学校2号館」が完成
- 1995年（平成7年）4月 - 「札幌総合福祉専門学校」が開校。
- 1996年（平成8年）4月
  - 「札幌総合医療専門学校」が開校。
  - 「吉田学園総合グラウンド」が完成。
- 1998年（平成10年） - 札幌社会体育専門学校3号館を「札幌電子専門学校デジタルメディアセンター」として完成。
- 2001年（平成13年）
  - 札幌電子専門学校を「専門学校デジタルステージ札幌」に改称。
  - 札幌国際ビジネス専門学校を「専門学校ウェルフェアステージ札幌」に改称。
- 2002年（平成14年）4月
  - 「北海道自動車整備専門学校」が開校。
  - 「北海道保健看護専門学校」が開校。
  - 「専門学校ビューティステージ札幌」が開校。
- 2003年（平成15年）4月 - 「北海道動物看護専門学校」が開校。
- 2004年（平成16年）
  - 吉田学園生涯学習センターが開設。
  - 札幌経理専門学校を「吉田学園ビジネス公務員専門学校」に改称。
  - 専門学校デジタルステージ札幌を「吉田学園電子専門学校」に改称。
  - 札幌社会体育専門学校を「吉田学園社会体育専門学校」に改称。
  - 札幌総合福祉専門学校を「吉田学園総合福祉専門学校」に改称。
  - 札幌総合医療専門学校を「吉田学園リハビリテーション専門学校」に改称。
  - 北海道保健看護専門学校を「吉田学園保健看護専門学校」に改称。
  - 北海道自動車整備専門学校を「吉田学園自動車整備専門学校」に改称。
  - 専門学校ビューティステージ札幌を「吉田学園総合美容専門学校」に改称。
- 2006年（平成18年）
  - 吉田学園ビジネス公務員専門学校を「吉田学園公務員専門学校」に改称。
  - 吉田学園電子専門学校を「吉田学園情報ビジネス専門学校」に改称。
  - 吉田学園総合美容専門学校を「吉田学園ビューティステージ専門学校」に改称。
  - 吉田学園リハビリテーション専門学校を「専門学校北海道リハビリテーション大学校」に改称。
  - 吉田学園保健看護専門学校を「専門学校北海道保健看護大学校」に改称。
  - 吉田学園自動車整備専門学校を「専門学校北海道自動車整備大学校」に改称。
  - 社会福祉法人吉田学園福祉会「吉田学園さくら保育園」を開園。
- 2007年（平成19年）4月
  - 「吉田学園医療歯科専門学校」が開校。
  - 吉田学園社会体育専門学校を「専門学校北海道体育大学校」に改称。
- 2008年（平成20年） - 吉田学園総合福祉専門学校を「専門学校北海道福祉大学校」に改称。
- 2009年（平成21年） - 吉田学園公務員専門学校を吉田学園情報ビジネス専門学校に統合。
- 2010年（平成22年）
  - 社会福祉法人吉田学園社会福祉会「吉田学園くりの木保育園」が開園。
  - 吉田学園ビューティステージ専門学校の新年度募集を停止。
- 2012年（平成24年）4月 - 大学開校設置申請のため専門学校北海道保健看護大学校の新年度募集を停止。
- 2013年（平成25年）4月
  - 札幌保健医療大学が開校。
  - 社会福祉法人吉田学園社会福祉会「吉田学園やしの木保育園」が開園。
- 2014年（平成26年）11月 - 「SPORTS BOX」が完成。
- 2017年（平成29年） - 専門学校北海道体育大学校を「北海道スポーツ専門学校」に改称。
- 2019年（平成31年） - 専門学校北海道福祉大学校を「専門学校北海道福祉・保育大学校」に改称。
- 2020年（令和2年）4月 - 「吉田学園公務員法科専門学校」が開校。

## キャンパス
- 大通キャンパス

北海道札幌市中央区南3条にあるキャンパスで、専門学校北海道福祉・保育大学校、専門学校北海道リハビリテーション大学校、吉田学園医療歯科専門学校、吉田学園公務員法科専門学校の4校と吉田学園の本部がある。
- 東区キャンパス

北海道札幌市東区にあるキャンパスで、吉田学園情報ビジネス専門学校、北海道スポーツ専門学校、吉田学園動物看護専門学校の3校がある。
- モエレキャンパス

北海道札幌市東区中沼にあるキャンパスで、札幌保健医療大学、専門学校北海道自動車整備大学校の2校がある。

## 施設
- スポーツプラザiB

スポーツクラブとして北海道スポーツ専門学校の教員が運営管理している。
- 吉田学園生涯学習センター
- 札幌保健医療大学総合グラウンド（北海道札幌市北区篠路町拓北4番1）

- 学生会館[4]
  - 生活応援制度対象寮[注 2]
    - 吉田学園学生会館新道東
    - 吉田学園学生会館環状通東
    - ドーミー大通
    - ドーミー札幌2（女性専用）

  - 制度対象外の寮
    - ドーミー大通南
    - ドーミー豊水
    - ドーミー大通東
    - ドミール北10条（賃貸マンション）
    - アンジェリーク・コア（女性専用・賃貸マンション）

過去の施設
- 吉田学園高等専修学校

北海道札幌市東区北16条東5丁目4番地にあった商業実務高等課程経理科の学校。廃校後は吉田学園動物看護専門学校を設置、現在は取壊し更地。
- 札幌電子専門学校デジタルメディアセンター

1号館へ統合後は、専門学校北海道体育大学校2号館として設置。元は札幌社会体育専門学校3号館として建築。
- 吉田学園情報ビジネス専門学校2号館

取壊し専門学校北海道体育大学校3号館「SPORTS BOX」を建築。元は札幌経理専門学校1号館として建築。
- 札幌経理専門学校2号館

北海道札幌市東区北21条東15丁目3番10号にある建物は現存しているが、別の業者が入っている。
- 旧総合グラウンド

札幌保健医療大学4号館・5号館を建築。

## 設置校

### 専門学校北海道福祉・保育大学校
学科
- 社会福祉学科（4年制）
- 保育未来学科（2年制）
- 介護福祉学科（2年制）

施設
- 本館

北海道札幌市中央区南3条西1丁目15番地
札幌市営地下鉄東豊線豊水すすきの駅1番出口より徒歩2分
校名の変遷
- 札幌総合福祉専門学校→吉田学園総合福祉専門学校→専門学校北海道福祉大学校→現校名

### 専門学校北海道リハビリテーション大学校
厚生労働大臣指定校
学科
- 理学療法学科（4年制）
- 作業療法学科（4年制）
- 言語聴覚学科（3年制）

施設
- 本館

北海道札幌市中央区南3条西1丁目15番地
札幌市営地下鉄東豊線豊水すすきの駅1番出口より徒歩2分
校名の変遷
- 札幌総合医療専門学校→吉田学園リハビリテーション専門学校→現校名

### 専門学校北海道自動車整備大学校

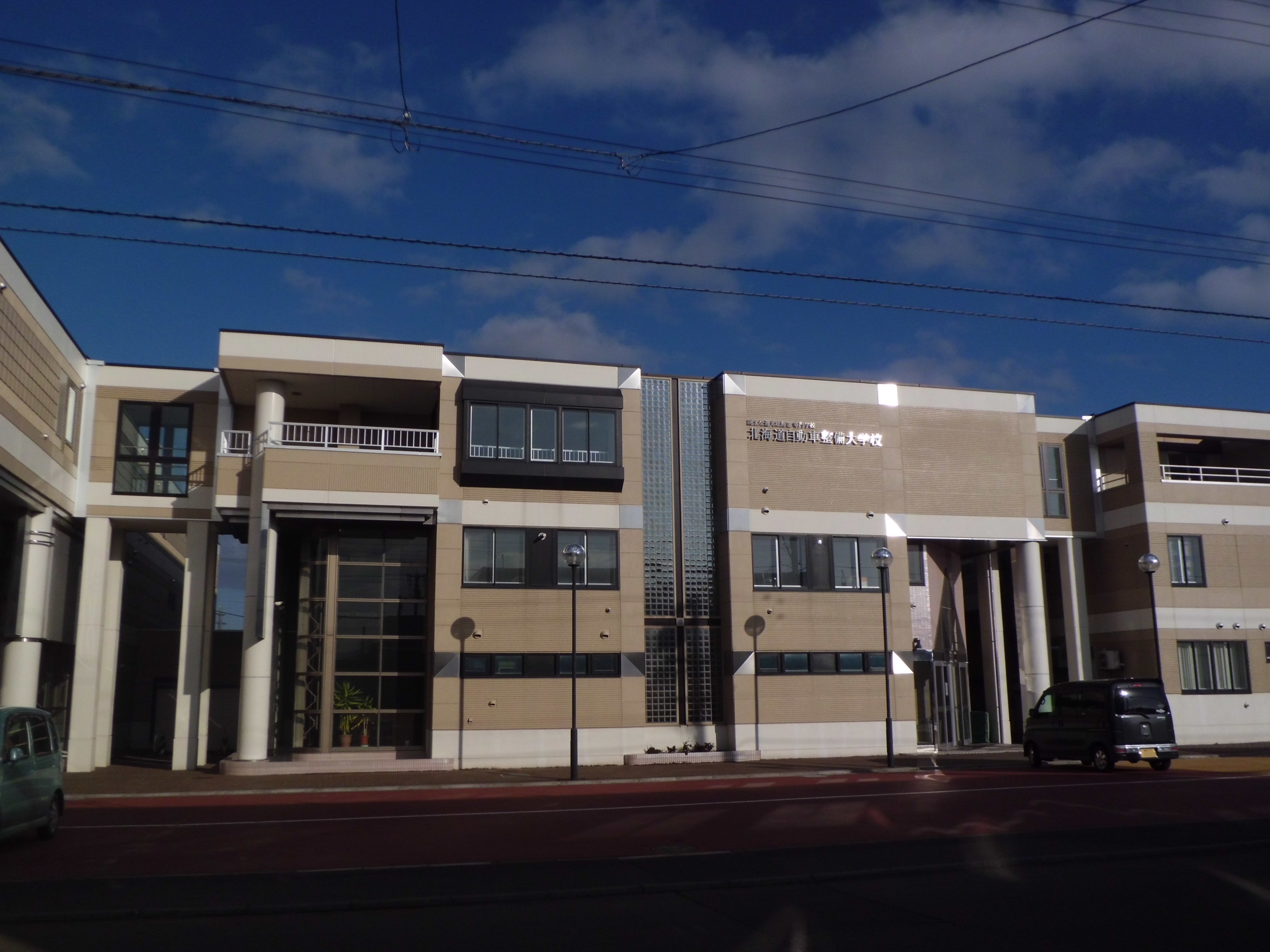
1号館

国土交通大臣指定校
文部科学大臣認定「職業実践専門課程」認定学科 設置校
学科
- 一級自動車整備学科（4年制）
- 二級自動車整備学科（2年制）

施設
- 1号館、3号館

北海道札幌市東区中沼西2条1丁目12番25号
札幌市営地下鉄東豊線新道東駅2番出口から北海道中央バス『東76』乗換、「モエレ団地前」停留所より徒歩1分
- 2号館、学生駐車場

北海道札幌市東区中沼西2条1丁目15番15号
札幌市営地下鉄東豊線新道東駅2番出口から北海道中央バス『東76』乗換、「モエレ団地前」停留所より徒歩8分
校名の変遷
- 北海道自動車整備専門学校→吉田学園自動車整備専門学校→現校名

### 北海道スポーツ専門学校

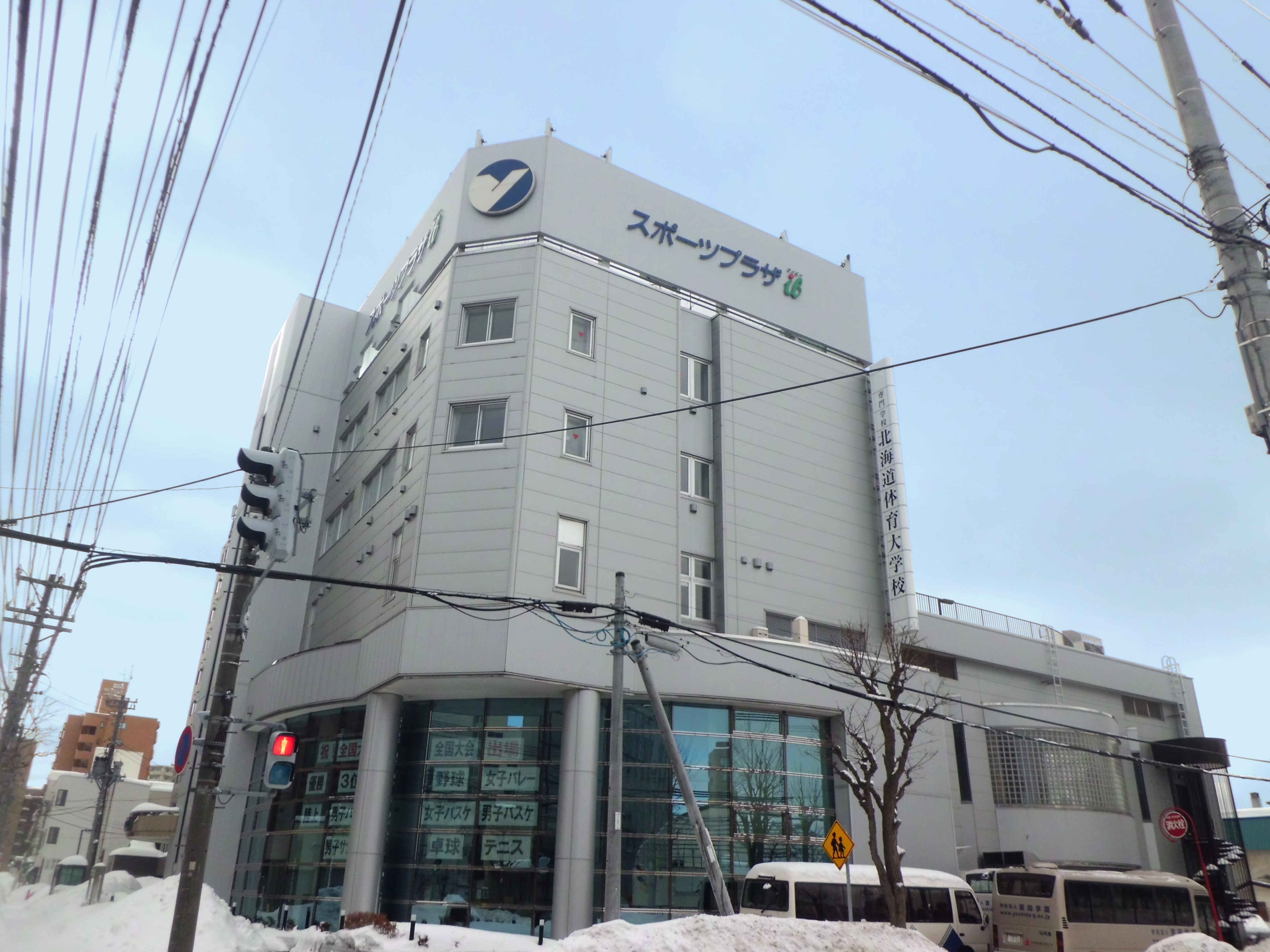
1号館（スポーツプラザiB）

学科
- スポーツトレーナー学科（3年制）
- スポーツ健康学科（2年制）

施設
- 1号館（スポーツプラザiB）

北海道札幌市東区北11条東6丁目1番30号
札幌市営地下鉄東豊線東区役所前駅4番出口より徒歩1分
- 2号館

北海道札幌市東区北14条東6丁目1番55号
札幌市営地下鉄東豊線東区役所前駅2番出口より徒歩4分
- 3号館（SPORTS BOX）

北海道札幌市東区北15条東6丁目1番1号
札幌市営地下鉄東豊線東区役所前駅2番出口より徒歩5分

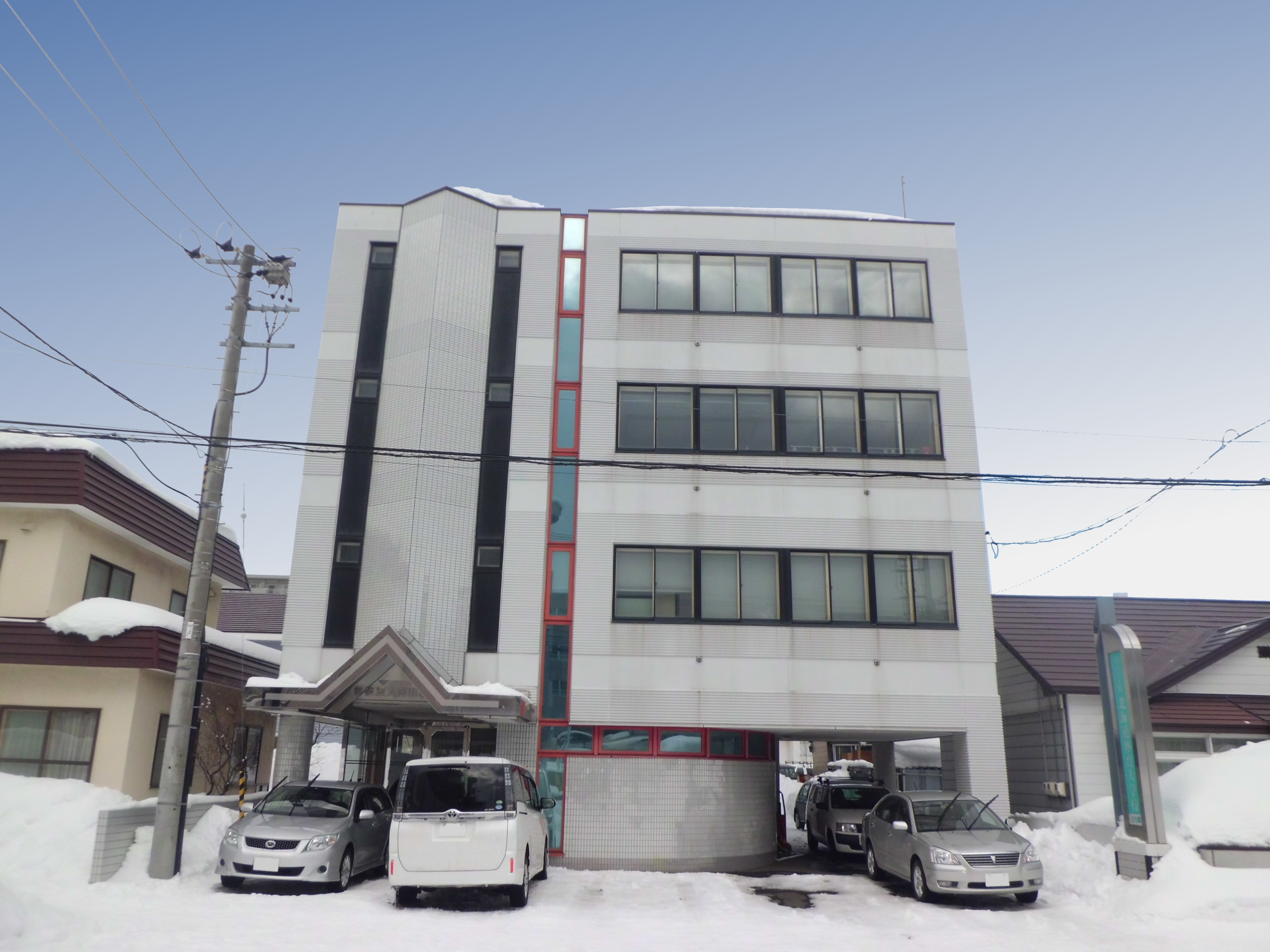
2号館
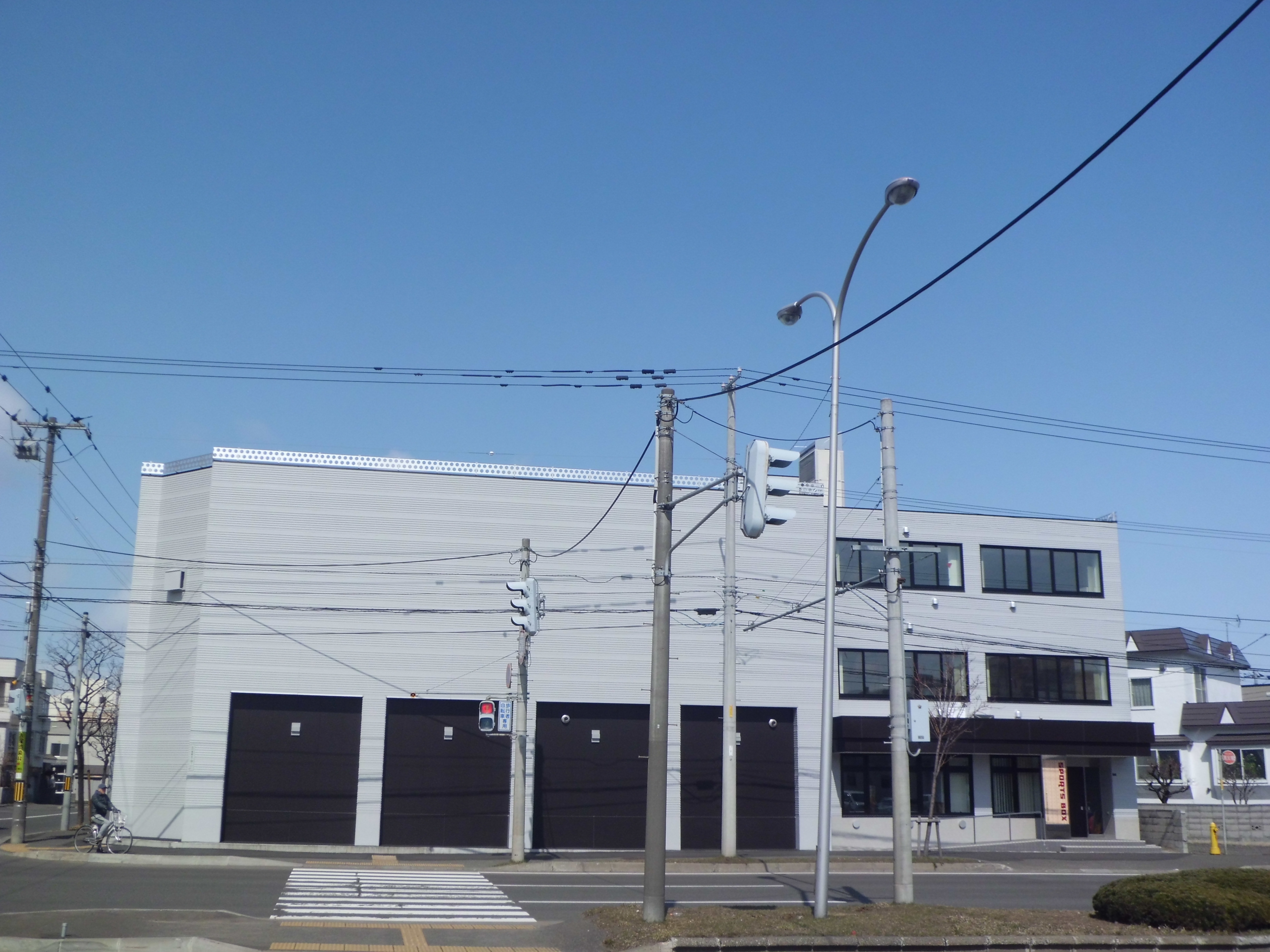
3号館（SPORTS BOX）

校名の変遷
- 札幌社会体育専門学校→吉田学園社会体育専門学校→専門学校北海道体育大学校→現校名

### 吉田学園情報ビジネス専門学校

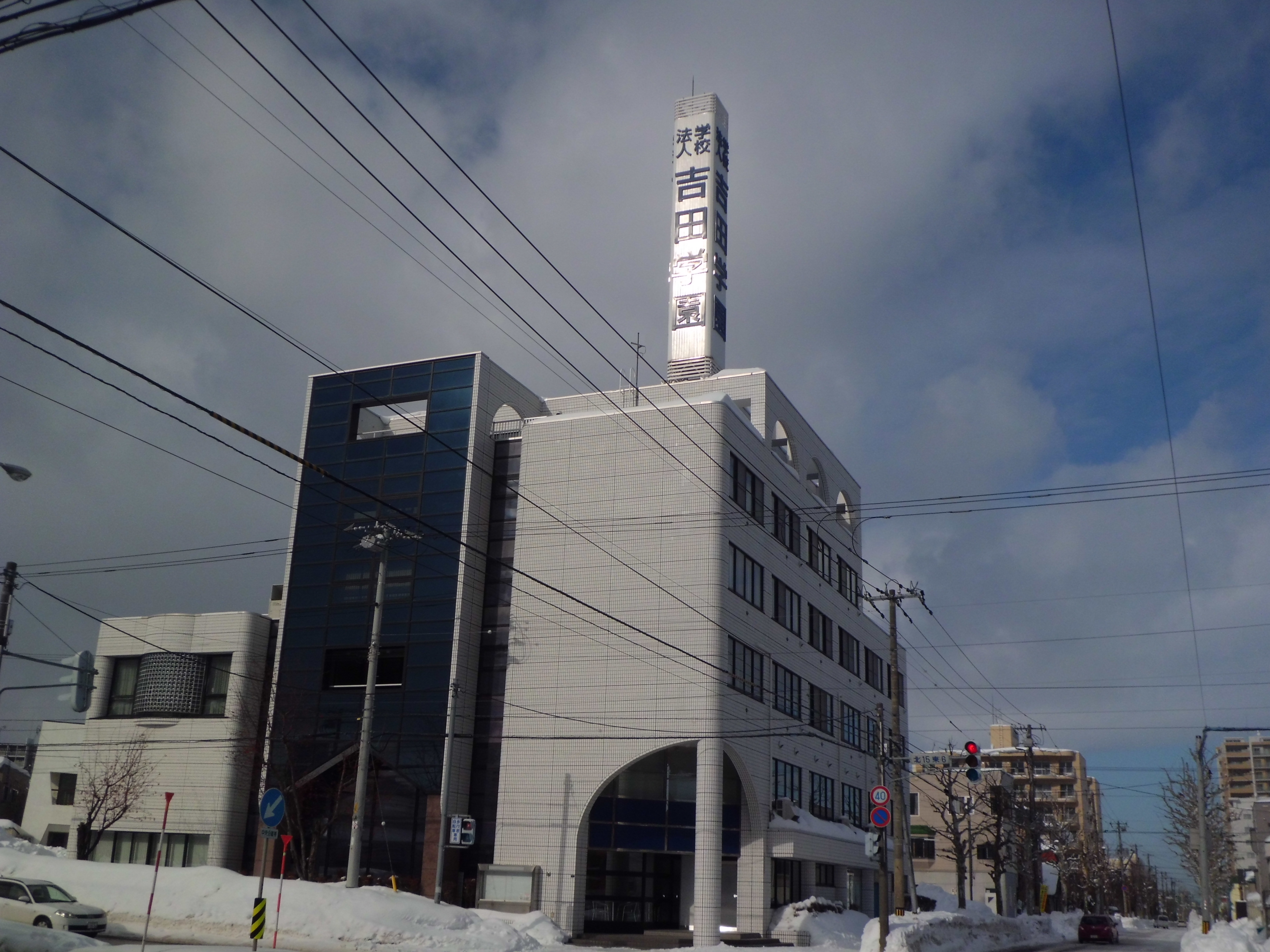
本館

学科
- ゲームスペシャリスト学科（3年制）
- ゲーム学科（2年制）
- コンピュータグラフィックス学科（2年制）
- 情報システム学科（2年制）
- AIシステム学科（2年制）

施設
- 本館

北海道札幌市東区北15条東6丁目3番1号
札幌市営地下鉄東豊線東区役所前駅2番出口より徒歩5分
校名の変遷
- 札幌電子専門学校→専門学校デジタルステージ札幌→吉田学園電子専門学校→現校名

### 吉田学園動物看護専門学校

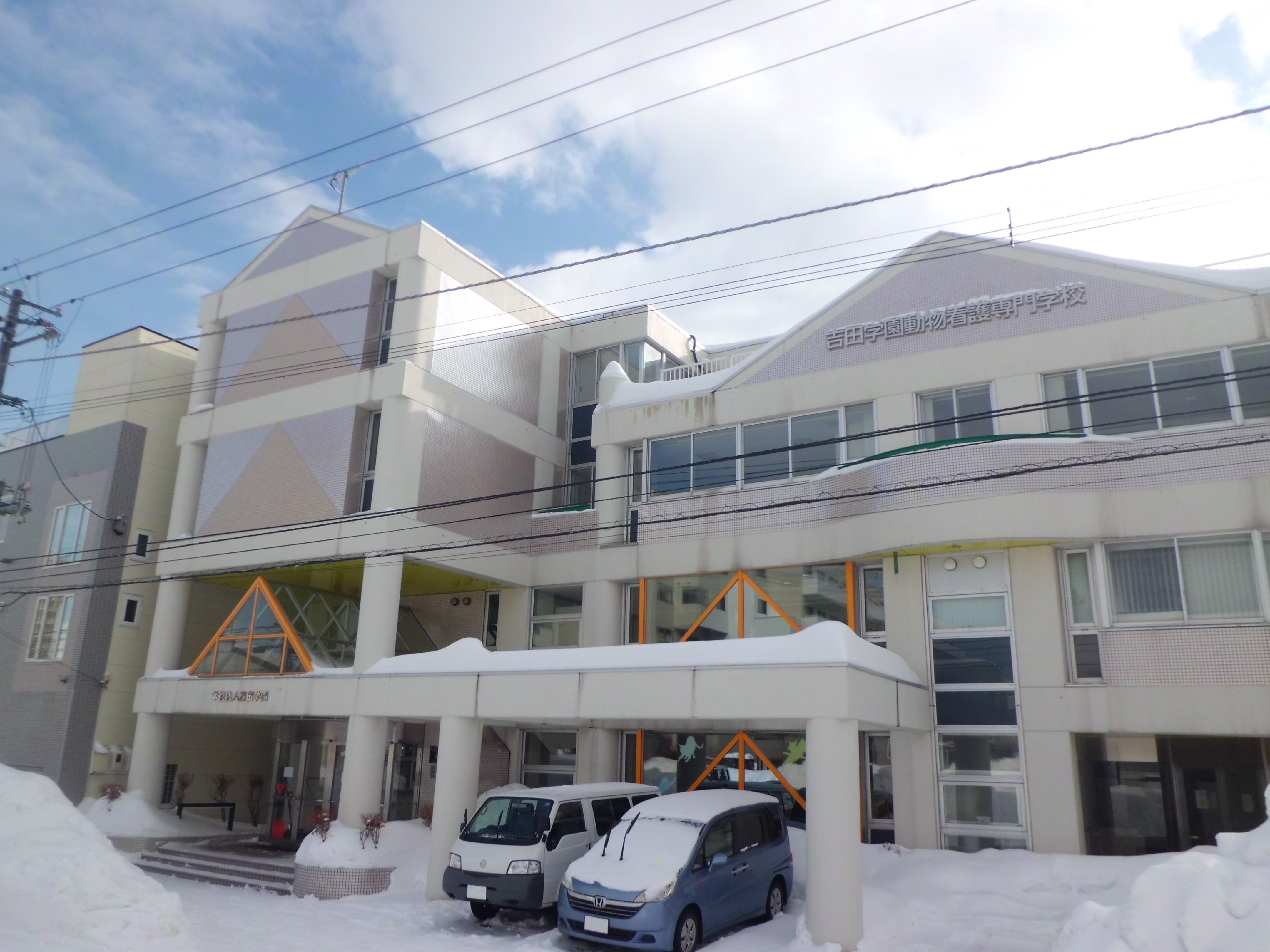
本館

日本小動物獣医師会認定校
愛玩動物飼養管理士養成指定校
学科
- 動物看護学科（2年制）
- トリマー学科（2年制）
- トリマー専攻科（1年制）

施設
- 本館

北海道札幌市東区北16条東5丁目4番7号
札幌市営地下鉄東豊線東区役所前駅2番出口より徒歩7分

### 吉田学園医療歯科専門学校

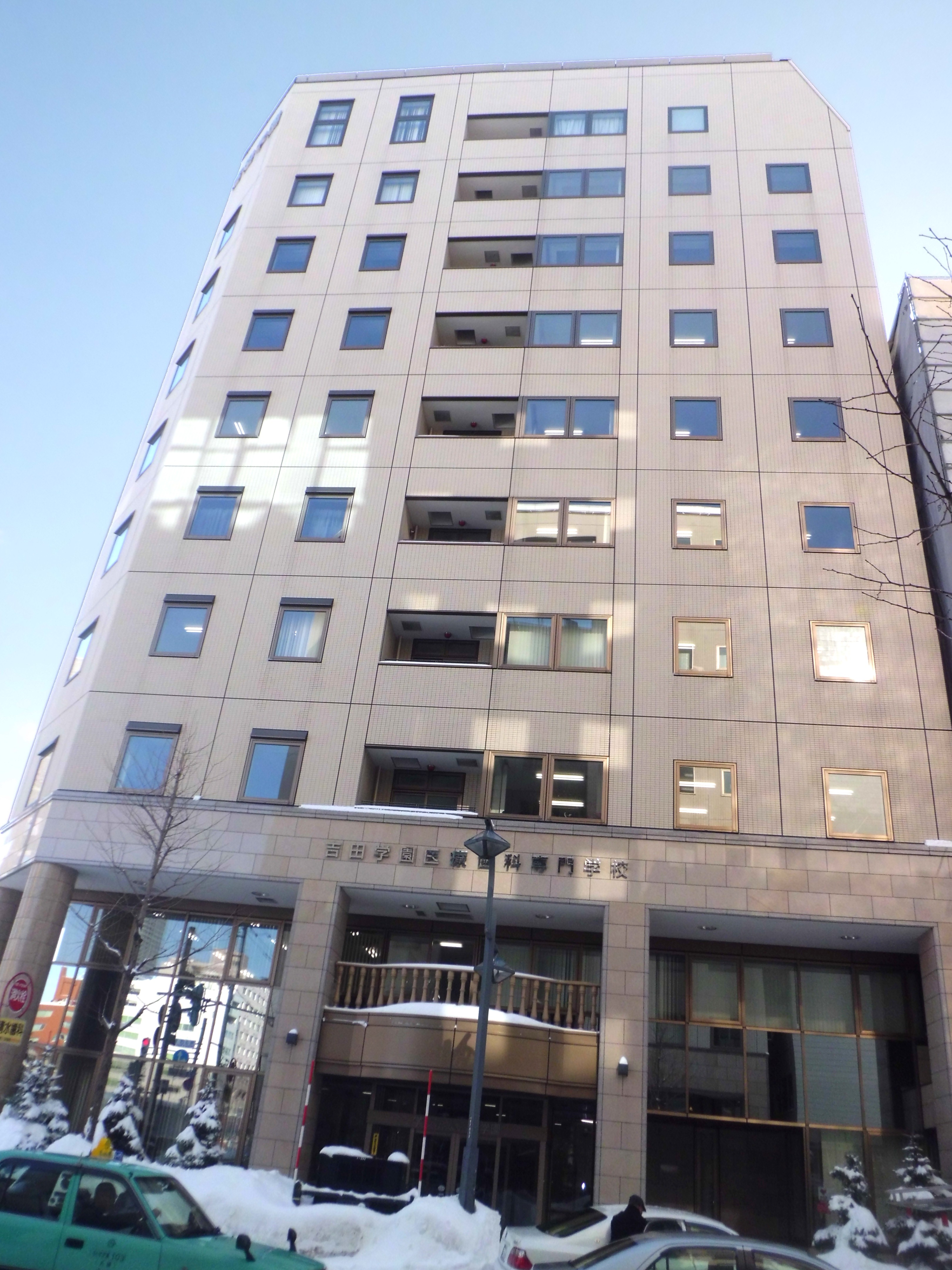
本館

厚生労働大臣指定校
学科
- 救急救命学科（3年制）
- 臨床工学科（3年制）
- 臨床検査学科（3年制）
- 視能訓練学科（3年制）
- 歯科衛生学科（3年制）
- 歯科技工学科（2年制）
- 医療事務クラーク学科（2年制）

施設
- 本館

北海道札幌市中央区南3条西1丁目11番1号
札幌市営地下鉄東豊線豊水すすきの駅1番出口より徒歩2分

### 吉田学園公務員法科専門学校
学科
- 公務員学科（2年制）
  - 市町村専攻
  - 警察消防専攻
- 公務員学科（1年制）

施設
- 本館

北海道札幌市中央区南3条西1丁目15番地
札幌市営地下鉄東豊線豊水すすきの駅1番出口より徒歩2分

## 医療福祉事業

### 社会福祉法人吉田学園福祉会
代表 吉田松雄
札幌市中央区南3条西1丁目15番地
2005年7月29日設立
吉田学園さくら保育園
2006年に開園した認可保育所
北海道札幌市西区八軒7条西2丁目2番15号
JR札沼線八軒駅より徒歩9分
吉田学園くりの木保育園
2010年に開園した認可保育所
北海道札幌市中央区北11条西17丁目36番122号
JR函館本線桑園駅より徒歩6分
吉田学園やしの木保育園
2013年に開園した認可保育所
北海道札幌市豊平区平岸1条15丁目4番11号
札幌市営地下鉄南北線南平岸駅より徒歩9分

## 人物
理事長
- 吉田松雄（1978年 - 現在）

一般社団法人全国専門学校情報教育協会 理事長
社団法人北海道私立専修学校各種学校連合会 理事長
副理事長
- 吉田祐樹（現在）

理学療法士
北海道議会議員（豊平区選出、自由民主党・道民会議）
学園長
- 笹森秀雄（1995年 - 2007年）
- 吉田正勝
- 高悦夫
- 大山節夫（現在）

出身著名人
- 松井克師（プロスノーボード選手）・NO MATTER BOARD（北海道テレビ放送）ナビゲーター - 札幌経理専門学校卒
- 小野寺隆彦（元フットサル選手）・エスポラーダ北海道監督、専門学校北海道体育大学校の元教員[13] - 札幌社会体育専門学校（現校名：北海道スポーツ専門学校）卒

## 提携企業
- 共立メンテナンス（学生会館の管理）
- オリエントコーポレーション（学費サポートローン）
- 北洋銀行（奨学金貸付制度）

## CM
出演者
- 加賀美セイラ（現在） - 吉田学園ビューティステージ専門学校
- 松井さやか（2009年12月） - 『吉田学園医療福祉宣言』編
- 長尾寧音（2011年3月 - 2012年3月）- 学校法人吉田学園

## 大学新設不認可問題
四年制の札幌保健医療大学の認可申請を行い、大学設置・学校法人審議会により2013年4月の認可答申が出されていたが、田中眞紀子文部科学大臣の判断により、大学新設は認められないこととなった。しかし、11月8日には田中眞紀子文部科学大臣が決裁し文部科学省から翌春の開設を正式に認可した旨の連絡が電話で伝えられた。